# Szybkie 600
Szybkie 600 (stylizowany zapis SZYBKIE 600) – gra liczbowa zorganizowana przez Lotto. Pierwsze losowanie odbyło się 31 stycznia 2020.

## Zasady gry
Gracz skreśla 6 spośród 32 liczb. Jeżeli trafi wszystkie, to oznacza, że uzyskał najwyższy stopień wygranej. Losowania odbywają się codziennie co 4 minuty, podobnie jak Keno. Keno jest również jej konkurencją. Gracz może wybrać stawkę, ile chce, oraz liczbę losowań, podobnie jak w Keno. W dodatku stawka powiększa wygraną aż do 6000 zł, co tydzień przez rok. Można wygrać też premię.

## Wygrane
Wygraną jest kwota 600 zł, wypłacana co tydzień przez rok. Występują też cztery niższe stopnie, które mają znacznie niższą wygraną i są jednorazowe.

### Charakterystyka stopni wygranych
| Stopień wygranych | Liczba trafionych numerów | Wygrana                       |
| ----------------- | ------------------------- | ----------------------------- |
| I                 | 6                         | 600 zł (co tydzień przez rok) |
| II                | 5                         | 250 zł                        |
| III               | 4                         | 50 zł                         |
| IV                | 3                         | 4 zł                          |
| V                 | 2                         | 2 zł                          |